# Дмитрий Скобелев
Дмитрий Иванович Скобелев е руски офицер, генерал-лейтенант. Участник в Руско-турската война (1877-1878).

## Биография
Дмитрий Скобелев е роден на 5 октомври 1821 г. в Калужка губерния в семейството на потомствен дворянин. Ориентира се към военното поприще. Завършва Училището за гвардейски офицери и с военно звание унтерофицер получава назначение в Кавалергардския полк (1839). Произведен е в първо офицерско звание корнет през 1840 г.
Служи последователно като адютант на военния министър княз Александър Чернишев (1846) и флигел-адютант на император Николай I (1848).
Участва в Унгарската кампания (1848-1849). Проявява се през Кримската война от 1853-1856 г. в битките при Баяндур и Баш-Кръкларъс.
Командир на Елисаветградския драгунски полк (1856), Лейбгвардейския конно-гренадирски полк (1857) и Императорския конвой (1858). Повишен във военно звание генерал-майор от 1860 г. На 30 август 1869 г. е повишен в звание генерал-лейтенант.
Участва в Руско-турската война (1877-1878). При мобилизацията е назначен за командир на Кавказката казашка бригада. Участва в осигуряването на десанта при Свищов. Командир на Сборния казашки отряд и се бие храбро при Обсадата на Плевен и зимното преминаване на Стара планина. В състава на колоната на генерал-майор Виктор Дандевил участва в освобождението на Пловдив, Асеновград и в преследването на остатъците от групировката на Сюлейман паша в Родопите.
Награден е с Орден „Свети Георги“ III ст.
Умира на 27 декември 1879 г. от порок на сърцето.
Родственици: съпруга Олга Скобелева и син Михаил Скобелев, генерал от пехотата.